# Wecomedon wecomus
Wecomedon wecomus is een vlokreeftensoort uit de familie van de Lysianassidae. De wetenschappelijke naam van de soort werd in 1971 voor het eerst geldig gepubliceerd door Jerry Laurens Barnard.